# Stanisław Lewicki (pedagog)
Stanisław Marian Lewicki (ur. 1 listopada 1883 w Szczucinie, zm. 19 kwietnia 1973 w Warszawie) – legionista, pedagog, wicewojewoda łódzki (1927–1929), dyrektor Biura Prezydialnego przy Prezydium Rady Ministrów.

## Życiorys
Ukończył gimnazjum we Lwowie, a następnie studia filozoficzne na Uniwersytecie Jana Kazimierza we Lwowie. W latach 1904–1907 należał tajnej organizacji „Odrodzenie”. Był członkiem Komitetu Centralnego młodzieżowej organizacji socjalistycznej „Promień” oraz Związku Walki Czynnej (1907–1912) i Związku Strzeleckiego oraz Polskiego Stronnictwa Postępowego. W latach służył 1914–1917 w 1 pułku piechoty Legionów Polskich, a w 1917–1918 w Polskiej Organizacji Wojskowej. W latach 1919–1920 służył Wojsku Polskim, brał udział m.in. w obronie Twierdzy Modlin.
Następnie pracował w gimnazjum w Zamościu, któremu przekazał pieniądze ze sprzedaży majątku w Brzeżanach. Został pierwszym po I wojnie światowej dyrektorem polskiej szkoły powszechnej i gimnazjum w Sandomierzu, gdzie organizował również Seminarium Nauczycielskie. W 1922 należał do Komitetu Organizacyjnego Zjazdu Legionistów.
Do 1927 był radcą województwa poleskiego. W latach 1927–1929 był wicewojewodą łódzkim, następnie szefem Kancelarii Prezydium Rady Ministrów i kierownikiem wydziału Ministerstwa Spraw Wewnętrznych. W latach 1931–1937 był kuratorem Okręgu Szkolnego Lubelskiego. W 1937 w wyniku ataków środowisk prawicowych, występując jako świadek obrony w procesie komunistów, został zwolniony z pracy, przeszedł na emeryturę i zamieszkał w Nowym Sączu. Po wybuchu II wojny światowej w latach 1942–1945 mieszkał z rodziną w Zakliczynie - wówczas Zakliczynie n/D. (nad Dunajcem), gdzie przez dwa lata (w roku szk. 1942/43 i 1943/44) pełnił funkcję dyrektora szkoły powszechnej. Prowadził również tajne nauczanie w zakresie podstawowym i średnim z Franciszkanami w miejscowym klasztorze. Podczas wojny ukrywał Żydów, m.in. Wandę Wejchmann, która przeżyła wojnę.
Po II wojnie światowej pracował w Polskim Radiu w Warszawie, był pomysłodawcą „Kalendarza Radiowego”.

### Życie prywatne
Był synem Franciszka Lewickiego (zm. 1923) i Józefy z Paszyńskich. Jego ojciec był urzędnikiem państwowym w komorze celnej. Matka prawdopodobnie pochodziła z rodziny tatarskiej. Jego żoną była Maryla z domu Barzykowska. Był bratem legionistów: Henryka i Michała oraz Kazimierza. Miał też 2 siostry – Władysławę i drugą, nieznaną z imienia. Pochowany został na cmentarzu ewangelicko-reformowanym w Warszawie.

## Odznaczenia
- Krzyż Niepodległości[8][9][10][1]